# Centrodora xiphidii
Centrodora xiphidii är en stekelart som först beskrevs av Perkins 1906.  Centrodora xiphidii ingår i släktet Centrodora och familjen växtlussteklar. Inga underarter finns listade.